# Eupithecia stigmatophora
Eupithecia stigmatophora är en fjärilsart som beskrevs av Paul Dognin 1914. Eupithecia stigmatophora ingår i släktet Eupithecia och familjen mätare. Inga underarter finns listade i Catalogue of Life.